# Бектау-Ата
Бекта́у-Ата́ (каз. Бектауата) — урочище в Казахстане, в 70-ти километрах на север от города Балхаш на территории Актогайского района Карагандинской области.

## Описание
Гористая местность посреди казахстанской степи, радиусом около 5-7 км, с небольшими лесками. Резко отличается своей флорой от окружающей её степи. Выветренный массив этой гранитной интрузии, вышедший на поверхность после тектонического поднятия и эрозии окружавших его мягких пород. Самой высокой вершиной является гора Бектауата — 1214,3 м.
Распадается на ряд самостоятельных массивов:
- Бектауата — 1214,3 м.
- Сарыкулжа — 1082,4 м.
- Коныркулжа (западная) — 976,9 м.
- Коныркулжа (восточная) — 926,0 м.
- Карашокы — 893,9 м.
- Жалтас — 824,2 м.

## Галерея

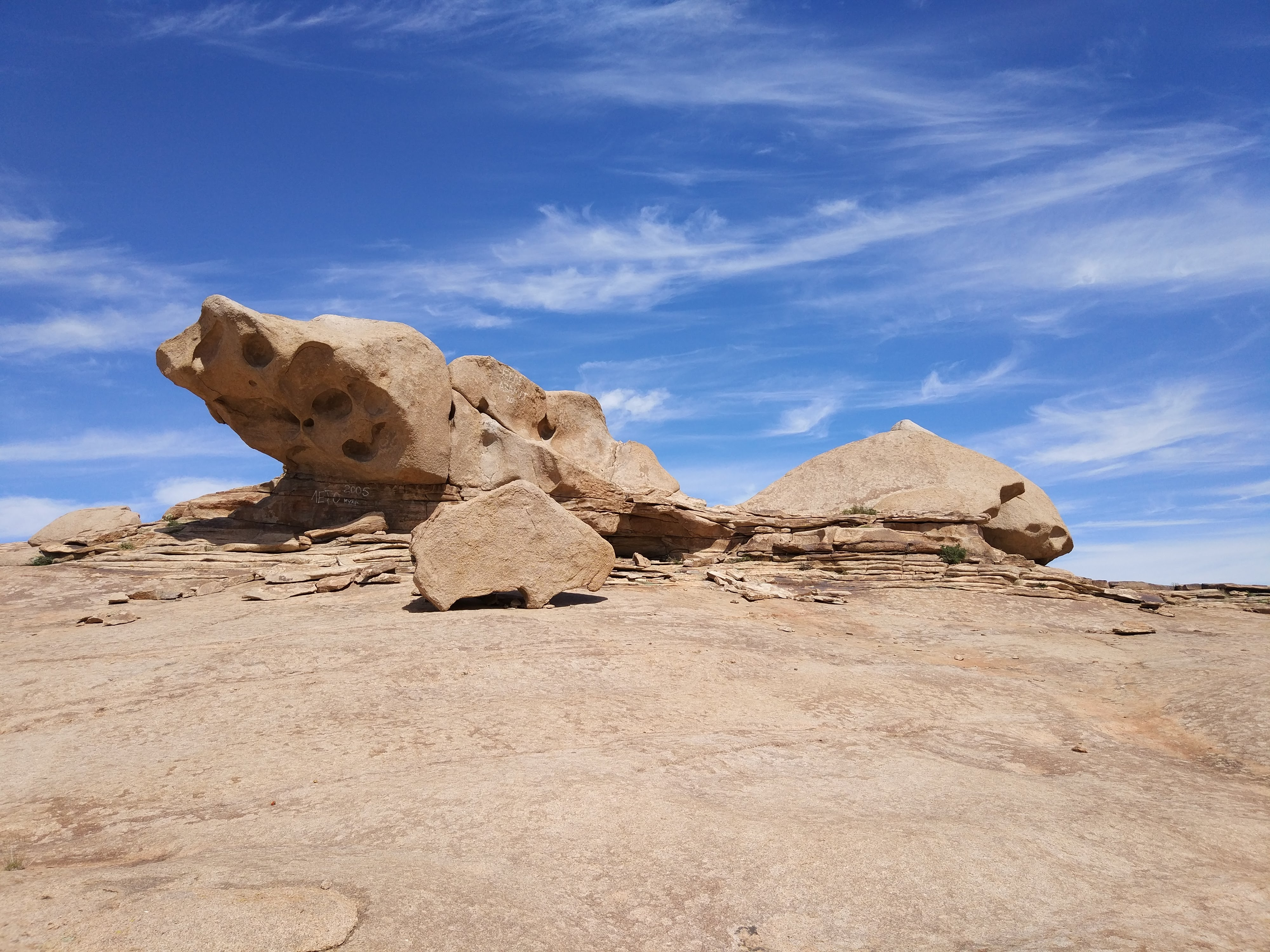
Останцы в урочище
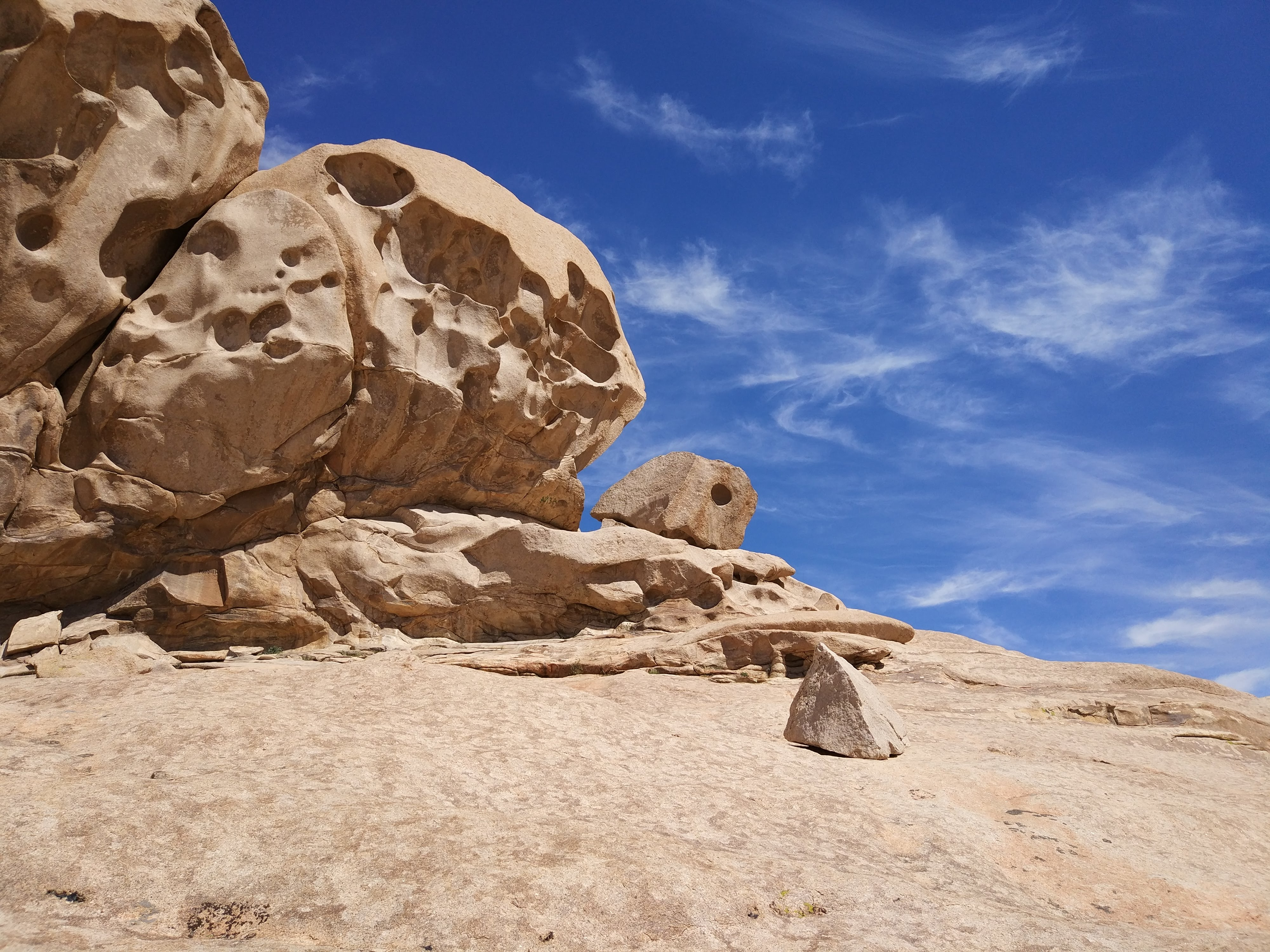
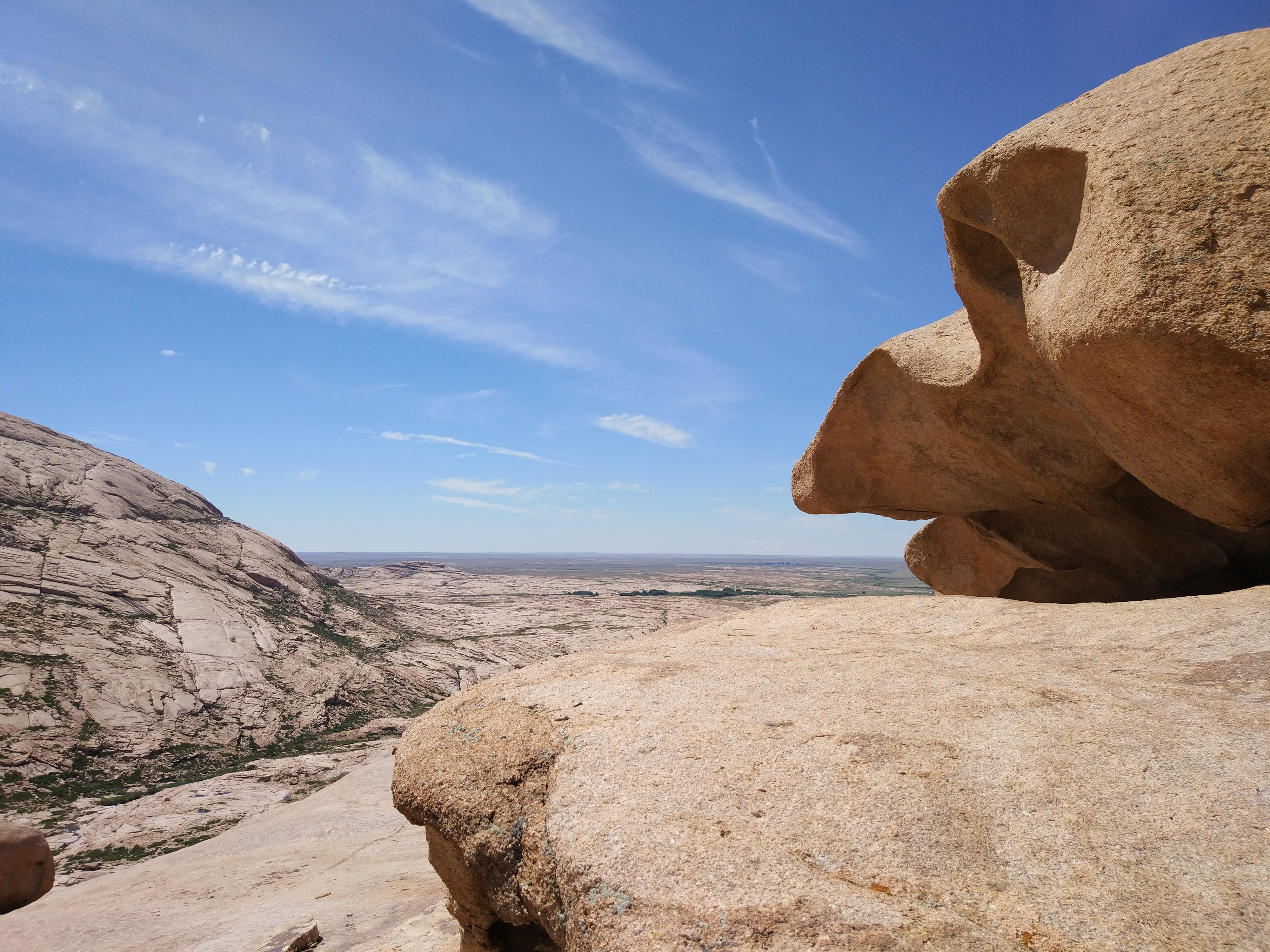
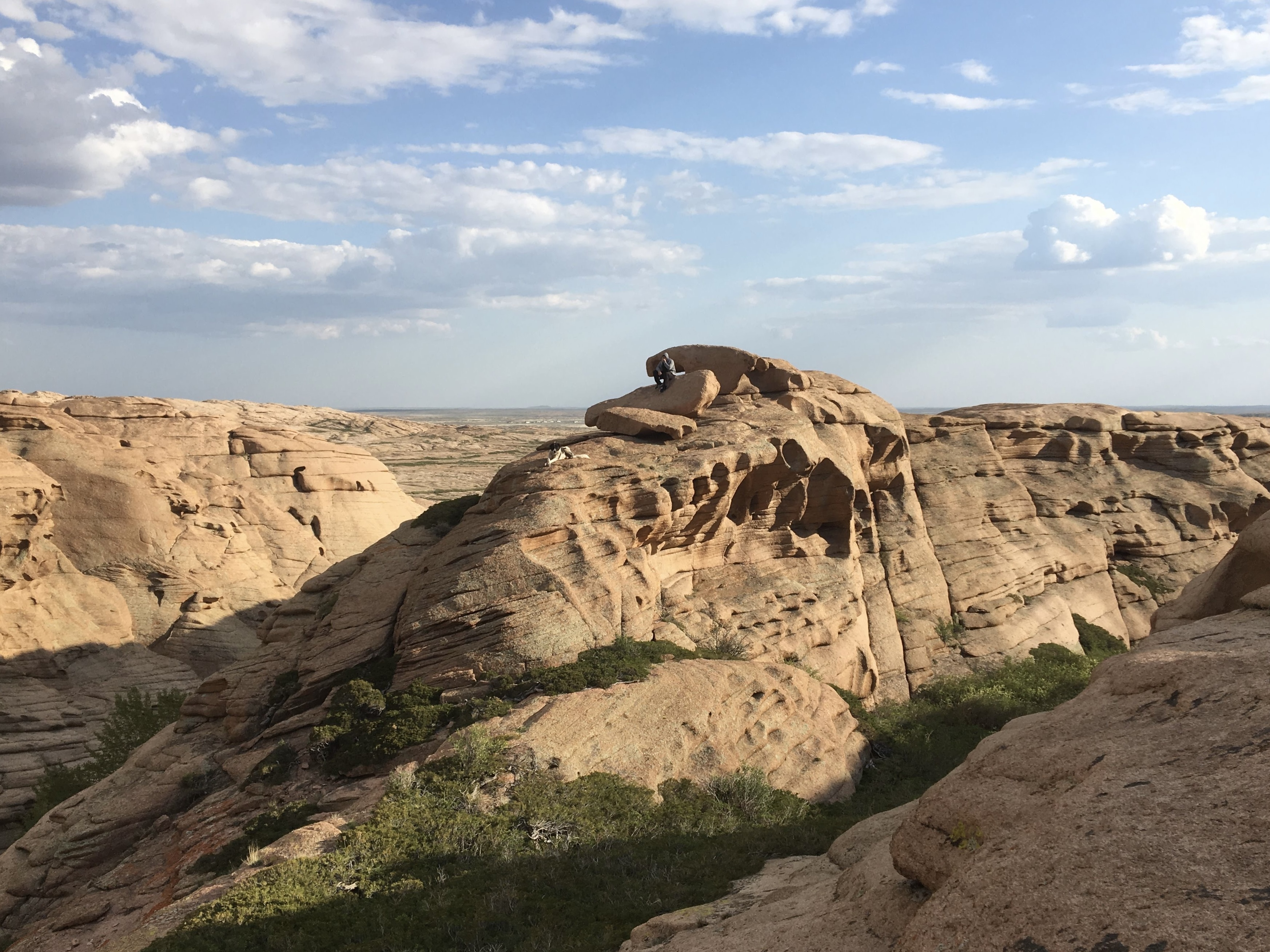
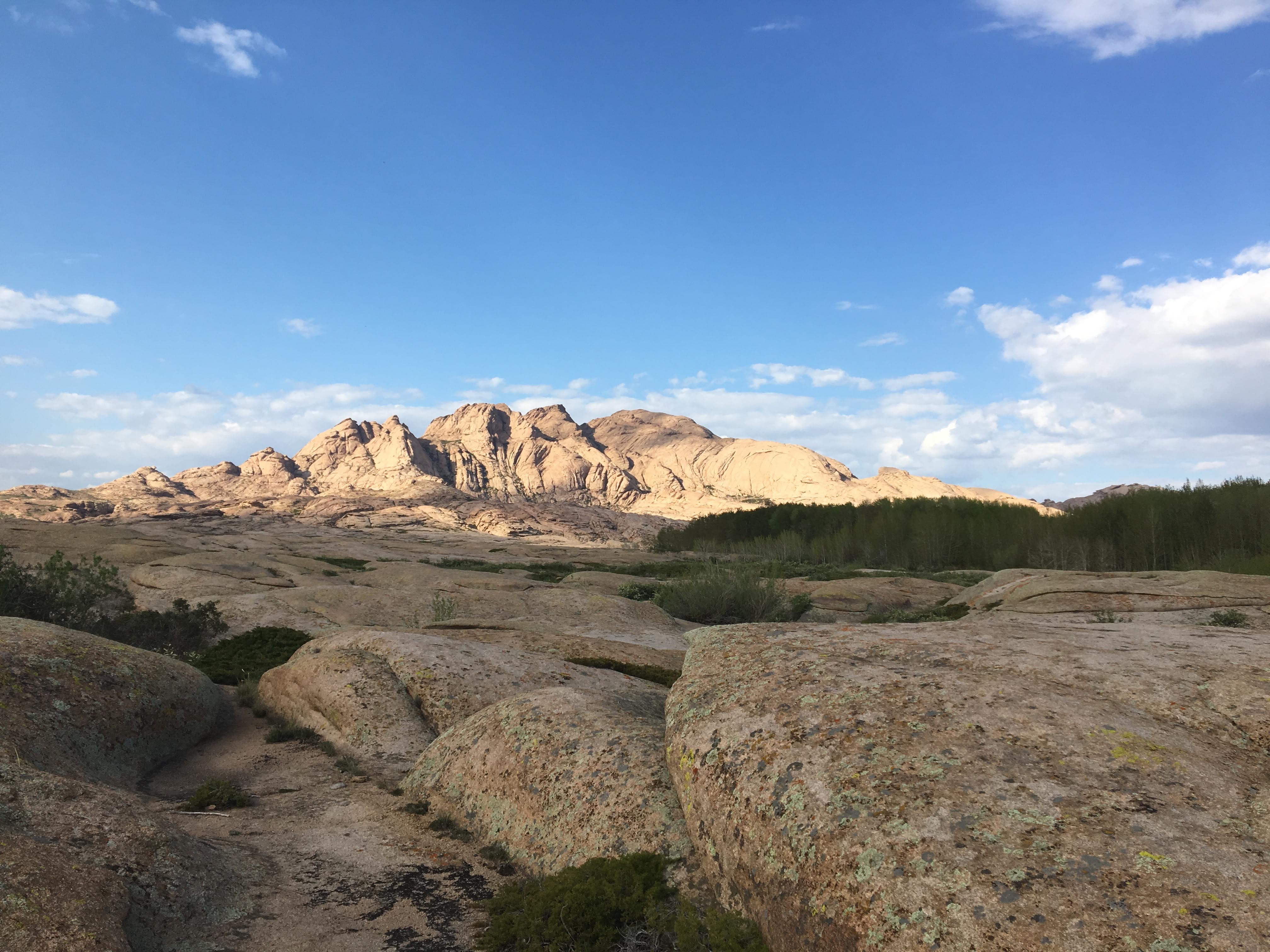
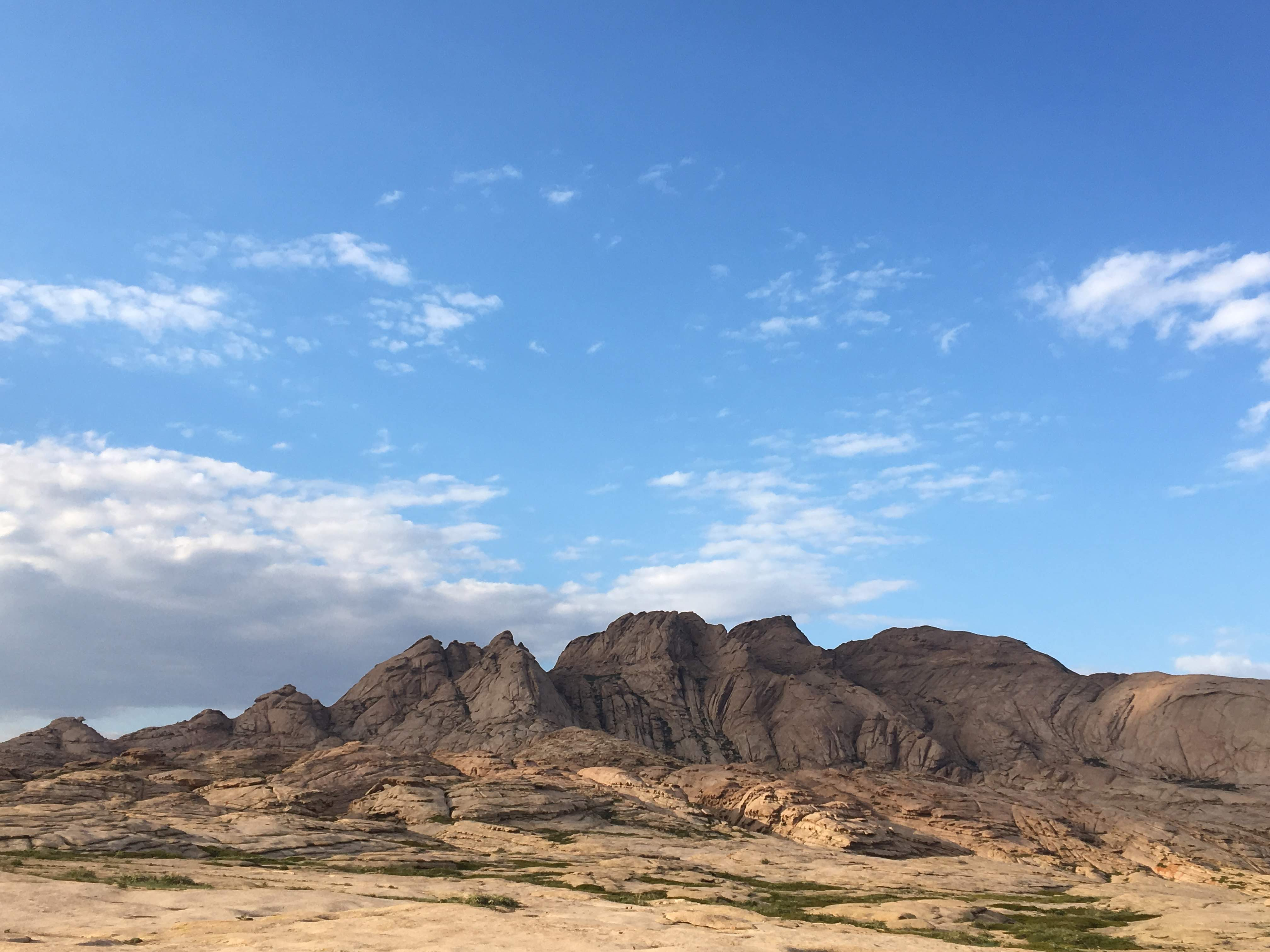